# Esther Moreno Huerta
Esther Yolanda Moreno Huerta (Lima, 3 de septiembre de 1950) es una política, dirigente sindical y activista feminista peruana. Fue diputada, desde julio de 1990 hasta su disolución en abril de 1992, y alcaldesa del distrito de Independencia en 2 ocasiones.

## Biografía
Nació en la ciudad de Lima, el 3 de septiembre de 1950.
Fue presidenta de la Confederación General de Trabajadores del Perú (CGTP) en el distrito de Independencia. También fue muy cercana a la recordada María Elena Moyano.
En la política se inicia como militante de Izquierda Unida liderado por Alfonso Barrantes y su primera participación fue en las elecciones municipales de 1980, donde luego fue elegida como regidora del distrito de Independencia.

### Alcaldesa de Independencia
En las elecciones municipales de 1983, postula a la alcaldía de Independencia por Izquierda Unida y resulta elegida como alcaldesa para el periodo 1984-1986. Fue reelegida en el cargo en las elecciones municipales de 1986.
Moreno luego se alejó Izquierda Unida junto a varios militantes seguidores de Alfonso Barrantes y luego intentó otra reelección en 1989 por el Acuerdo Socialista de Izquierda de Enrique Bernales, sin embargo, no resultó elegida.

### Diputada por Lima
Para las elecciones parlamentarias de 1990, se apunta como candidata a la Cámara de Diputados por Izquierda Socialista. Resulta elegida para el periodo parlamentario 1990-1995. Sin embargo, su cargo luego sería disuelto tras el cierre del Congreso decretado por Alberto Fujimori. Moreno formó parte de la oposición al régimen dictatorial.
Se afilió al partido Somos Perú y postuló nuevamente al Congreso de la República en las elecciones parlamentarias del 2000 y en las elecciones parlamentarias del 2001. También postuló a la alcaldía de Independencia por el Partido Nacionalista Peruano en el 2006.
Actualmente se encuentra afiliada al partido Nuevo Perú liderado por Verónika Mendoza.